# Mezinárodní letiště Tribhuvan
Mezinárodní letiště Tribhuvan (nepálsky त्रिभुवन अन्तर्राष्ट्रिय विमानस्थल, ICAO: VNKT, IATA: KTM) je letiště v nepálském městě Káthmándú. Je to jediné mezinárodní letiště v Nepálu. Je provozováno již od roku 1949. V roce 1957 byla původní travnatá přistávací plocha nahrazena betonovou.
Letiště se původně jmenovalo Gauchaur, podle oblasti, kde se nachází. V roce 1955 bylo přejmenováno podle nepálského krále Tribhuvana.

## Letecké nehody
- let US-Bangla Airlines 211